# Escalade aux Jeux européens de 2023

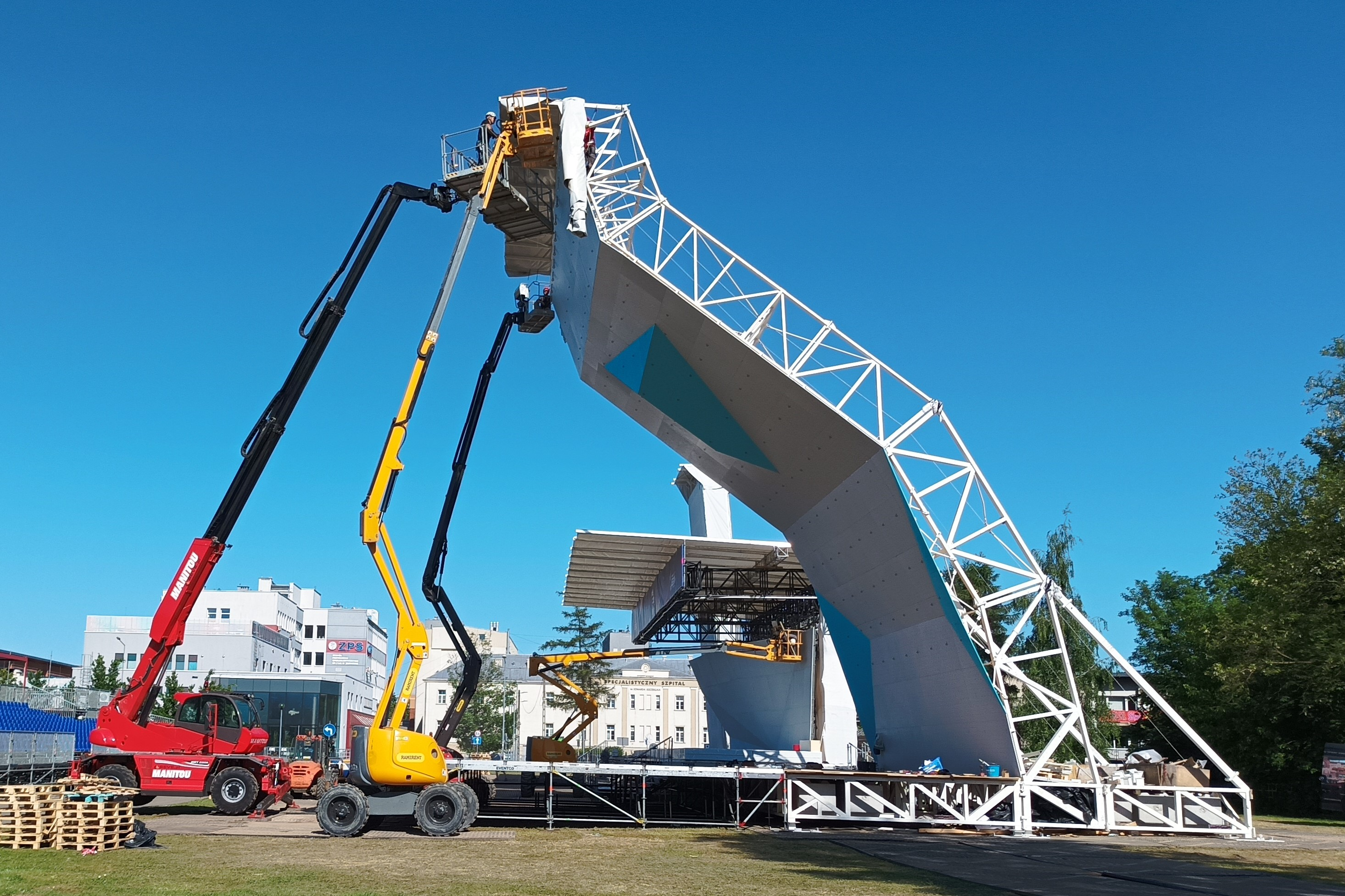
Installation de murs d'escalade sur le campus de la Tarnów Academy pour les Jeux européens de 2023

Les épreuves d'escalade aux Jeux européens de 2023 se déroulent au centre d'escalade de Tarnów, en Pologne. Les trois épreuves au programme (difficulté, bloc, vitesse) sont disputées les 22 - 23 juin 2023. Il s'agit la première apparition du sport au programme des jeux européens.
Les cinq pays européens les mieux classés au classement des équipes nationales (séparées par sexe) de la coupe du monde 2022 obtiendront deux places de quota par épreuve et par sexe. Ensuite, un quota est attribué aux autres équipes nationales de la Coupe d'Europe 2022 (3e rang pour la vitesse, 7e rang pour les autres). Le pays hôte est assuré d'un représentant par épreuve.

## Podiums
| Épreuves   | Or              | Argent              | Bronze           |        |        |        |
| Hommes     | Hommes          | Hommes              | Hommes           | Hommes | Hommes | Hommes |
| ---------- | --------------- | ------------------- | ---------------- | ------ | ------ | ------ |
| Bloc       | Thomas Lemagner | Edvards Gruzitis    | Julien Clémence  |        |        |        |
| Difficulté | Diego Fourbet   | Giorgio Tomatis     | Mathias Posch    |        |        |        |
| Vitesse    | Lukas Knapp     | Marceau Garnier     | Marcin Dzieński  |        |        |        |
| Femmes     |                 |                     |                  |        |        |        |
| Bloc       | Zélia Avezou    | Giulia Medici       | Lucija Tarkus    |        |        |        |
| Difficulté | Camille Pouget  | Zélia Avezou        | Tereza Širůčková |        |        |        |
| Vitesse    | Natalia Kałucka | Aleksandra Mirosław | Beatrice Colli   |        |        |        |

## Tableau des médailles
- Pays organisateur (Pologne)

| Rang  | Nation   | Or | Argent | Bronze | Total |
| ----- | -------- | -- | ------ | ------ | ----- |
| 1     | France   | 4  | 2      | 0      | 6     |
| 2     | Pologne  | 1  | 1      | 1      | 3     |
| 3     | Autriche | 1  | 0      | 1      | 2     |
| 4     | Italie   | 0  | 2      | 1      | 3     |
| 5     | Lettonie | 0  | 1      | 0      | 1     |
| 6     | Tchéquie | 0  | 0      | 1      | 1     |
| 7     | Slovénie | 0  | 0      | 1      | 1     |
| 8     | Suisse   | 0  | 0      | 1      | 1     |
| Total | Total    | 6  | 6      | 6      | 18    |